# Thượng viện Ireland
Thượng viện Ireland (Seanad Éireann /ˈʃænəd ˈɛərən, ˈʃænəð/ SHAN-əd(h) AIR-ən, tiếng Ireland: [ˈʃan̪ˠəd̪ˠ ˈeːɾʲən̪ˠ]; "thượng viện của Ireland") là thượng viện của Quốc hội Cộng hòa Ireland, một trong ba bộ phận của Quốc hội cùng với tổng thống Ireland và Hạ viện Ireland.
Thượng viện gồm 60 thượng nghị sĩ, trong đó 11 thượng nghị sĩ được bổ nhiệm và 49 thượng nghị sĩ được bầu ra theo nhiều thể thức. Quyền hạn của Thượng viện yếu hơn nhiều so với Hạ viện. Thượng viện có quyền trình dự luật nhưng chỉ có thể trì hoãn dự luật được Hạ viện thông qua chứ không thể bác bỏ. Trụ sở Thượng viện tại Phủ Leinster cùng với Hạ viện.

## Cơ cấu tổ chức
Thượng viện gồm 60 thượng nghị sĩ được chọn theo những hình thức sau đây:
- 11 thượng nghị sĩ do thủ tướng bổ nhiệm.
- Sáu thượng nghị sĩ do các đơn vị bầu cử đại học bầu ra, cụ thể là:
  - Ba thượng nghị sĩ do sinh viên tốt nghiệp Đại học Dublin bầu ra.
  - Ba thượng nghị sĩ do sinh viên tốt nghiệp Đại học Quốc gia Ireland bầu ra
- 43 thượng nghị sĩ do các hạ nghị sĩ khóa mới, thượng nghị sĩ khóa cũ và các thành viên hội đồng chính quyền địa phương bầu ra trong số ứng cử viên của năm ban nghề nghiệp. Mỗi ban nghề nghiệp chuyên trách một lĩnh vực nhất định. Một hạ nghị sĩ khóa mới, thượng nghị sĩ khóa cũ hoặc tổ chức đề cử có quyền đề cử ứng cử viên ban nghề nghiệp. Cụ thể là:
  - Bảy thượng nghị sĩ được bầu ra từ Ban Hành chính
  - 11 thượng nghị sĩ được bầu ra từ Ban Nông nghiệp
  - Năm thượng nghị sĩ được bầu ra từ Ban Văn hóa và Giáo dục
  - Chín thượng nghị sĩ được bầu ra từ Ban Công Thương
  - 11 thượng nghị sĩ được bầu ra từ Ban Lao động:

Bầu cử Thượng viện phải được tổ chức chậm nhất là 90 ngày sau khi Hạ viện giải tán. Hệ thống đầu phiếu là một phiếu có thể chuyển nhượng, mỗi phiếu bầu trong các đơn vị bầu cử ban nghề nghiệp được tính là 1000 phiếu bầu để dễ chuyển nhượng. Công dân Ireland đủ 21 tuổi trở lên có quyền ứng cử thượng nghị sĩ. Thượng nghị sĩ không thể đồng thời là hạ nghị sĩ. Ứng cử viên trong đơn vị bầu cử trường đại học phải có chữ ký đề cử của 10 sinh viên tốt nghiệp.
Trong trường hợp khuyết thượng nghị sĩ từ các danh sách nghề nghiệp thì chỉ các thành viên Quốc hội có quyền tham gia cuộc bầu cử bổ sung.

## Quyền hạn
Vai trò của Thượng viện khá giống với vai trò của Thượng nghị viện Anh, chủ yếu có nhiệm vụ thảo luận, sửa đổi dự luật do Hạ viện thông qua. Về mặt pháp lý, luật của Quốc hội phải được cả hai viện thông qua, nhưng trên thực tế, Thượng viện chỉ có thể trì hoãn chứ không thể phủ quyết dự luật được Hạ viện thông qua. 11 thượng nghị sĩ được thủ tướng bổ nhiệm nên Chính phủ thường sẽ chiếm đa số ghế trong Thượng viện. Hiến pháp Ireland quy định những hạn chế cụ thể sau đây đối với quyền lập pháp của Thượng viện:
- Một dự luật được Hạ viện thông qua mà Thượng viện bác bỏ hoặc không thông qua chậm nhất là 90 ngày kể từ ngày dự luật được chuyển đến Thượng viện thì được coi là đã được Thượng viện thông qua nếu Hạ viện quyết nghị là vậy chậm nhất là 180 ngày sau khi hết thời hạn 90 ngày.[10]
- Một dự luật tài chính, ví dụ như dự toán ngân sách nhà nước, mà Thượng viện không thông qua chậm nhất là 21 ngày thì được coi là đã được Thượng viện thông qua.
- Trong trường hợp thủ tướng tuyên bố một dự luật là cấp bách thì Hạ viện[11] có quyền rút ngắn thời hạn xem xét dự luật của Thượng viện với sự đồng ý của tổng thống.

Tuy nhiên, Thượng viện có một số cơ chế để kiểm soát quyền hạn của Hạ viện:
- Thượng viện có quyền đề nghị tổng thống thành lập một Ủy ban Đặc quyền để xác định một dự luật có phải là dự luật tài chính hay không nhưng tổng thống có quyền từ chối đề nghị này. Quyền hạn này chưa bao giờ được Thượng viện sử dụng.
- Trong trường hợp ít nhất quá nửa số thượng nghị sĩ và một phần ba số hạ nghị sĩ yêu cầu tổng thống không công bố một dự luật "có ý nghĩa quan trọng cho quốc gia" thì dự luật phải được đưa ra trưng cầu ý dân hoặc được Hạ viện khóa mới thông qua.

## Ủy ban
Thượng viện tự quyết định chương trình nghị sự và bầu chủ tịch Thượng viện. Lãnh đạo Thượng viện là một thượng nghị sĩ do thủ tướng chỉ định, có nhiệm vụ lãnh đạo công việc của chính phủ tại Thượng viện.

### Ủy ban thường trực
- Ủy ban Hành chính
- Ủy ban Hợp nhất dự luật
- Ủy ban Tuyển chọn
- Ủy ban Thủ tục và Đặc quyền
  - Tiểu ban về trách nhiệm làm chứng
- Ủy ban Quyền lợi của thượng nghị sĩ

### Ủy ban chuyên trách
- Ủy ban chuyên trách Truyền thông, Tài nguyên thiên nhiên và Nông nghiệp
- Ủy ban chuyên trách Môi trường, Giao thông vận tải, Văn hóa và Gaeltacht
- Ủy ban chuyên trách các vấn đề Liên minh châu Âu
- Ủy ban chuyên trách Đối ngoại và Thương mại
- Ủy ban chuyên trách Tài chính, Chi tiêu công và Cải cách
- Ủy ban chuyên trách Y tế và Trẻ em
- Ủy ban chuyên trách Hiệp ước Thứ Sáu Tuần thánh
- Ủy ban chuyên trách Điều tra, Giám sát và Dân nguyện
- Ủy ban chuyên trách Việc làm, Bảo vệ xã hội và Giáo dục
- Ủy ban chuyên trách Tư pháp, Quốc phòng và Bình đẳng

## Lịch sử

### Tiền thân
Thượng viện đầu tiên của Ireland là Viện Quý tộc của Nghị viện Ireland, được thành lập vào năm 1297. Giống như Thượng nghị viện Anh, thành phần Viện Quý tộc Ireland gồm các quý tộc và giám mục cha thế tập. Sau khi Nghị viện Ireland bị giải thể theo Luật Liên hiệp 1800, Ireland không có quốc hội cho đến thế kỷ 20.
Năm 1919, những nhà dân tộc chủ nghĩa Ireland thành lập Dáil Éireann một cơ quan lập pháp đơn viện. Năm 1920, Nghị viện Nam Ireland được thành lập, gồm hạ viện và thượng viện. Thành phần Thượng viện Nam Ireland gồm những quý tộc Ireland và những thượng nghị sĩ được chính phủ bổ nhiệm. Thượng viện họp lần đầu tiên vào năm 1921 nhưng bị những nhà dân tộc chủ nghĩa Ireland tẩy chay và do đó không bao giờ thực sự hoạt động. Thượng viện Nam Ireland bị giải thể khi Nhà nước Tự do Ireland được thành lập vào năm 1922, một số thượng nghị sĩ cũ được bổ nhiệm vào Thượng viện Nhà nước Tự do Ireland.

### Thượng viện Nhà nước Tự do Ireland
Tên gọi Seanad Éireann lần đầu tiên được sử dụng cho thượng viện của Nhà nước Tự do Ireland. Thượng viện đầu tiên gồm các thượng nghị sĩ do chủ tịch Hội đồng Hành chính bổ nhiệm và các thượng nghị sĩ do Hạ viện bầu gián tiếp. Chủ tịch Hội đồng Hành chính W. T. Cosgrave sử dụng quyền bổ nhiệm để bổ nhiệm thượng nghị sĩ từ nhóm thiểu số Tin Lành của Nhà nước Tự do Ireland.

### Hiến pháp Ireland 1937
Thượng viện hiện tại được thành lập theo Hiến pháp Ireland 1937 và họp lần đầu tiên vào ngày 25 tháng 1 năm 1939. Thượng viện giữ nguyên tên gọi Seanad Éireann trong tiếng Ireland và được coi là cơ quan kế thừa trực tiếp của Thượng viện Nhà nước Tự do Ireland nên khóa Thượng viện đầu tiên theo Hiến pháp 1937 được gọi là "Thượng viện khóa II".
Hệ thống danh sách nghề nghiệp để đề cử các ứng cử viên thượng nghị sĩ lấy cảm hứng từ học thuyết xã hội Công giáo theo chủ nghĩa tập đoàn vào thập niên 1930 và đặc biệt là thông điệp Quadragesimo anno của Giáo hoàng Piô XI vào năm 1931. Thông điệp chủ trương nên thay thế khái niệm xung đột giai cấp của chủ nghĩa Marx bằng khái niệm trật tự xã hội dựa trên sự hợp tác và phụ thuộc lẫn nhau của các nhóm nghề nghiệp khác nhau trong xã hội.